# Fadenstängel-Frauenmantel
Der Fadenstängel-Frauenmantel (Alchemilla filicaulis) ist eine Pflanzenart innerhalb der Familie der Rosengewächse (Rosaceae). 

## Gemeinsamkeiten mit verwandten Arten und Verwechslungsmöglichkeiten
Alchemilla filicaulis gehört zur Alchemilla-vulgaris-Gruppe, die sich durch abstehende, unterschiedlich verteilte Behaarung auszeichnet. Nie sind einzelne Blattstiele oder der Stängel völlig kahl. Der Kelch- und die Außenkelchblätter sind ungleich und kürzer als die Kelchbecher.
Alchemilla filicaulis unterscheidet sich vom Bergwiesen-Frauenmantel (Alchemilla monticola) in der Regel gut durch insgesamt geringere Behaarung und die mehr nierenförmigen Blätter mit flacherer Lappung.

## Beschreibung
Der Fadenstängel-Frauenmantel wächst als kleine bis mittelgroße, ausdauernde krautige Pflanze, die selten Wuchshöhen über 30 Zentimetern erreicht. Der Stängel ist oft nur in der unteren Hälfte locker abstehend behaart, selten auch auf ganzer Länge.
Die Laubblätter sind in Blattstiel und Blattspreite gegliedert. Die Blattspreiten der Grundblätter sind bei einer Breite von 3 bis 8 Zentimetern meist nierenförmig und besitzen eine mäßig enge bis weite Basalbucht und sind zu 1/4 bis 2/5 in meist sieben Blattlappen geteilt; seltener sind es nur fünf oder auch bis zu neun Lappen. An frühen Laubblättern sind diese Blattlappen flachbogig mit Einschnitten, später halbkreisförmig bis parabolisch ohne Einschnitte und schließlich breit hyperbolisch und teilweise abgestutzt. Pro Hälfte besitzen sie fünf bis neun spitze, eher warzenförmige Zähne. Die Blattoberseite ist locker bis mäßig dicht, in den Falten auch dicht behaart. Auf der Blattunterseite zwischen den Adern sind sie oft fast kahl, auf den Adern sehr locker behaart. Die Basis der Laubblätter und die Nebenblätter sind oft rot überlaufen.
Die Blütezeit liegt vorwiegend in den Monaten Mai bis September. Der Gesamtblütenstand ist relativ schmal und wenig verzweigt, jedoch sind die scheindoldigen bis kugeligen Teilblütenstände oft ziemlich reichblütig. Der etwa 1,7 Millimeter lange Blütenbecher ist kurz glockig-kegelig geformt und oft mehr oder weniger abstehend behaart. Die Kelchblätter sind etwas kürzer als die Blütenbecher und eiförmig-spitz geformt.
Die Chromosomenzahl beträgt 2n = 103-110.

## Systematik
Die Erstveröffentlichung von Alchemilla filicaulis erfolgte durch Robert Buser.
Alchemilla filicaulis ist sehr variabel bezüglich der Behaarung und wird auch in zwei Unterarten oder Varietäten geteilt. Einige Autoren sehen diese Unterarten lediglich als Varietäten an:
- Alchemilla filicaulis Buser subsp. filicaulis, mit insgesamt schwacher Behaarung, sowie
- Alchemilla filicaulis subsp. vestita (Buser) Bradsh. (Syn.: Alchemilla vestita Buser), mit insgesamt starker Behaarung

## Vorkommen
Alchemilla filicaulis ist im gemäßigten bis subarktischen Europa und im östlichen Nordamerika verbreitet. Von Island, Grönland und Nordrussland im Norden reicht sein Verbreitungsgebiet bis in die Alpen und die Pyrenäen im Süden. Östlich dringt der Fadenstängel-Frauenmantel bis Mähren vor. Er ist im mitteleuropäischen Flachland eher selten anzutreffen.
In Deutschland ist der Fadenstängel-Frauenmantel sehr zerstreut bis selten im mittleren und südlichen Gebiet zu finden.
In Österreich kommt Fadenstängel-Frauenmantel selten vor, während über die Verbreitung in der Schweiz nichts Genaues bekannt ist.
Der Fadenstängel-Frauenmantel ist lichtliebend und wächst in etwas mageren Wiesen und an Wald- und Wegrändern. Er gedeiht am besten auf mäßig trockenen bis feuchten, kalkreichen Böden.